# Dennis Babbage
Dennis William Babbage (26 avril 1909 - 9 juin 1991) est un mathématicien anglais associé au Magdalene College de Cambridge et au décryptage de code à Bletchley Park pendant la Seconde Guerre mondiale.

## Biographie
Il fréquente la St Paul's School, puis le Magdalene College à partir de 1927. Il écrit 12 articles entre 1931 et 1938 sur la géométrie algébrique et est associé au professeur Henry Frederick Baker. Il obtient une bourse de recherche en 1933, puis une bourse en 1936. Après la guerre, il est nommé tuteur en 1946 et tuteur principal en 1964.
En 1980, Babbage est président du Magdalene College de Cambridge.
Il est un parent éloigné du mathématicien du XIXe siècle Charles Babbage mais n'est pas un descendant.
Pendant la Seconde Guerre mondiale, Babbage est le cryptanalyste en chef de Hut 6 à Bletchley Park, qui décrypte les messages Enigma de l'armée allemande et de l'armée de l'air. Babbage et Hugh Alexander sont des leaders dans la salle des machines et dans tous les domaines liés aux techniques de rupture des clés Enigma. Babbage est major dans l'Army Intelligence Corps.